# Fenestrulina miramara
Fenestrulina miramara är en mossdjursart som först beskrevs av Soule, Soule och Chaney 1995.  Fenestrulina miramara ingår i släktet Fenestrulina och familjen Microporellidae. Inga underarter finns listade i Catalogue of Life.